# Родина Вудз Роджерс
«Родина Вудз Роджерс» (англ. Woodes Rogers and his family)— один з перших так званих «родинних портретів» або «розмовних» роботи англійського художника Вільям Хогарт (1697—1764).

## Пірат, що став губернатором
Вудз Роджерс — досить типова авантюрна особистість 17-18 століть, коли Британія виборола звання володарки морів і стала справжньою імперією.
Він походив з родини богатих володарів вітрильників, його батько був утримувачем акцій багатьох суден. Батько помер, коли сину було трохи за 20 і той мимоволі став правити морським бізнесом родини. Сам пішов в море і брав участь в баталіях проти іспанських галеонів як капер (пірат, що отримав право від самої держави вести піратський бізнес). Знав злети і падіння. Був двічі поранений, в перший раз в обличчя, що виплюнув на палубу власні зуби. Не був справедливим до команди під час розподілу пограбованого майна і ті подали на капітана судовий позов. Суд в Англії став на бік ображеної команди, Вудз Роджерс виплатив гроші і став банкрутом. Але завдяки підтримки королівської адміністрації піднявся і став першим губернатором колоніальних Багамських островів. На посаду губернатора призначався двічі, бо зумів домовитись з піратами, яких тепер як державний посадовець схиляв до співпраці. Так колишній пірат став губернатором.

## Опис твору
Композиція створена художником штучно і ще нагадує театральну сцену. На тлі величної будівлі з пишним гербом володаря в парку сидить голова родини. Він урочисто приймає посланця з призначенням короля стати губернатором Багамських островів і відбути в подорож. Важливе призначення підкреслюють великий глобус поряд з Роджерсом та вітрильник на тлі, готовий в дальню путь. За сценою отримання наказа байдуже спостерігають дружина та служниця в традиційній позі піднесення панам фруктів, типові театральні статистки. Умовність ситуації так і не була подолана художником початківцем, що намагався в маленький твір (42 на 56 сантиметрів) втиснути чотири фігури в повний зріст, величну паркову споруду і дерева, вітрильник і натяки на державницькі емпіреї. Але картина відкрила цілу низку «родинних портретів», які створюватиме Хогарт деякий період.

## Офіційно засуджувати, а на службу брати охоче
Як художник, Хогарт далекий від аналізу стану, що дав багатства родині Вудз Роджерс, хоча роками позіціонуватиме себе як мораліст і захисник добропорядності. В портреті ніщо не нагадує про піратське минуле голови родини. Художник подав його шляхетною особою, державним посадовцем, що дбає про міць королівства на морі — і ніяких сумнівів. Піратство офіційно засуджувати (адже це бандити на морі), але на службу брали охоче, що і підтвердила кар'єра Роджерса. Не кращою була і мораль тогочасного суспільства, коли азартно грабували своїх та чужих, легко переходячі законні і незаконні межі. Навіть серед англійців та голладців були зрадники, що не цурались работоргівлі, грабунків англійських міст, частка переходила в мусульманство, аби не покидати дикий, але прибутковий бізнес. Як це зробив голландець Ян Янзоон, що відомий як магометанин Мурат Рейс.
Подвіні стандарти в ставленні до піратів були розповсюджені в Англії з 16 століття. Піратів офіційно зневажали, полювали на них. Але визнавали їх міць і охоче домовлялись і про перехід на службу короні, і про долю від грабунків, яку віддавали короні. Першою в долю з піратами увійшла ще королева Єлизавета І. Саме за її часів пірат Френсіс Дрейк навіть став державним службовцем і отримав від цнотливої королеви —дворянство.

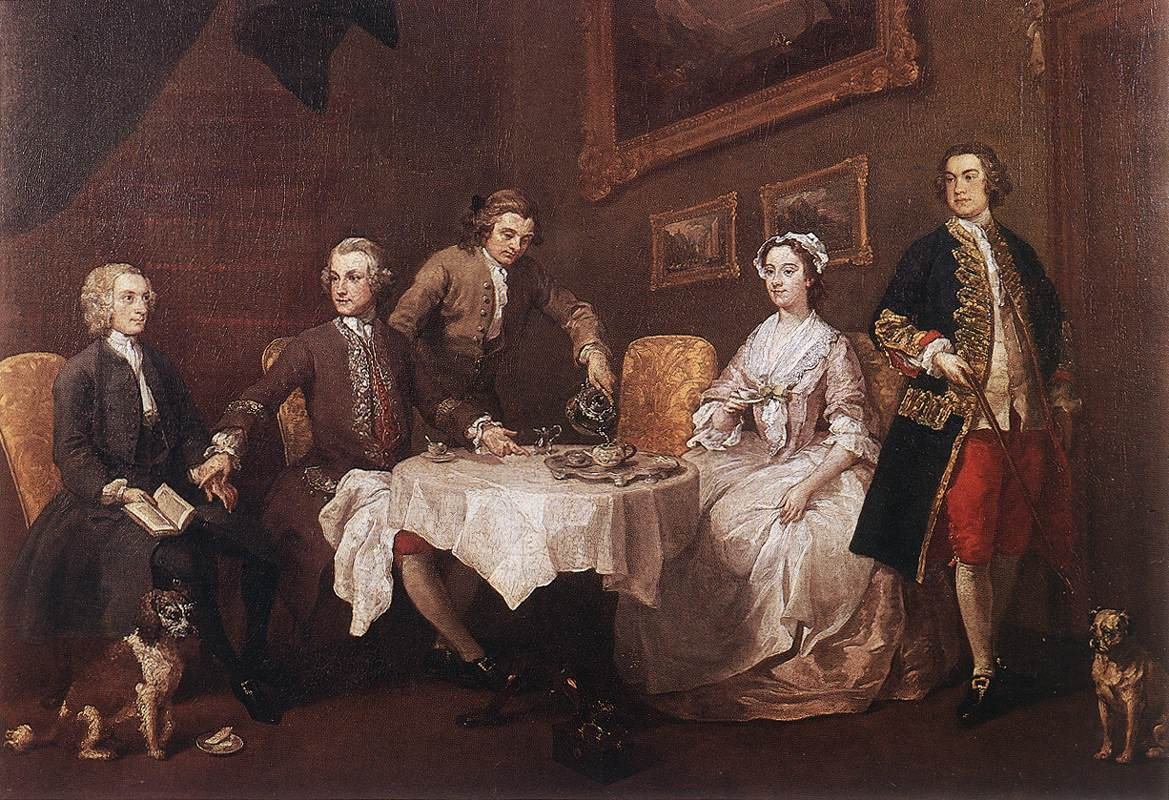
Родина Строуд, 1738 р.
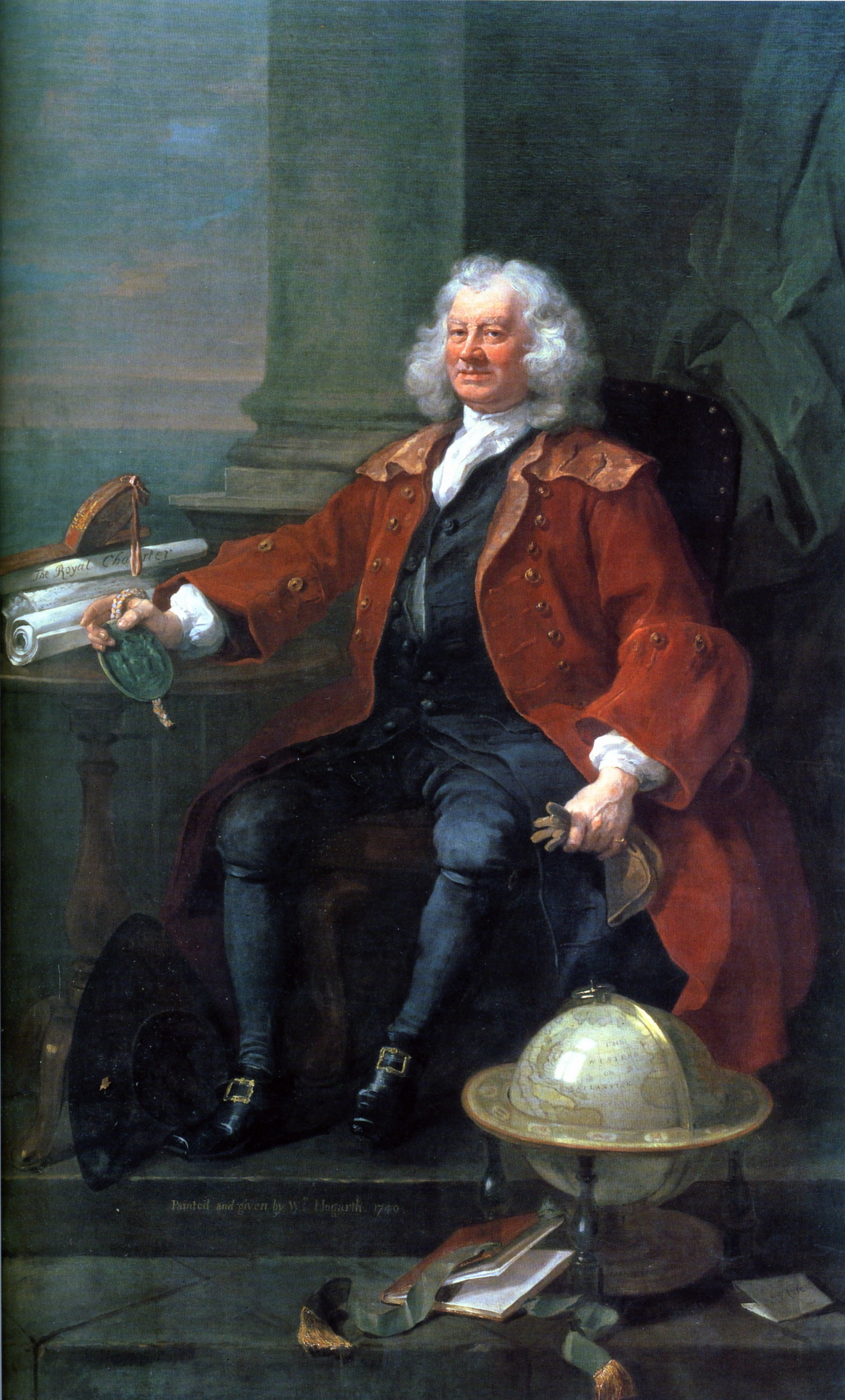
Капітан Корем благодійник, 1740 р.
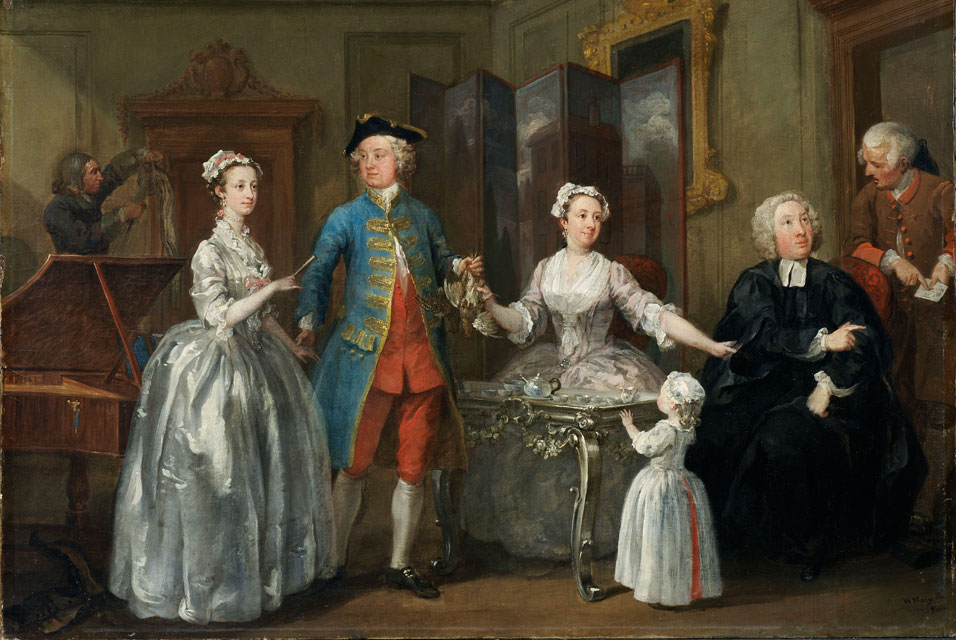
Родина Вестерн, 1738 р.